# Kvissel Kirke
Kvissel Kirke är en kyrka som ligger i Kvissel 10 kilometer väster om Frederikshavn vid Jyllands nordspets.

## Kyrkobyggnaden
Kyrkan uppfördes åren 1918-1919 efter ritningar av arkitekt Charles Jensen och invigdes 23 november 1919.
Byggnaden består av ett långhus med kyrktorn i väster och ett smalare rakt avslutat kor i öster. Vid kyrkans norra sida finns en vidbyggd sakristia. Kyrkans ingång finns i tornets norra vägg.

## Inventarier
- Dopfuntens cuppa av granit är medeltida och tros härstamma från Essenbæk klosterkyrka. Cuppan vilar på en fot som är murad av tegelstenar.
- Predikstolen är från omkring år 1700 och dess bildfält har målningar föreställande evangelisterna. Predikstolen fanns tidigare i Fladstrand Kirke som vid början av 1900-talet omvandlades till gravkapell.
- Altartavlan är målad 1923 av Rud Petersen.

## Bildgalleri

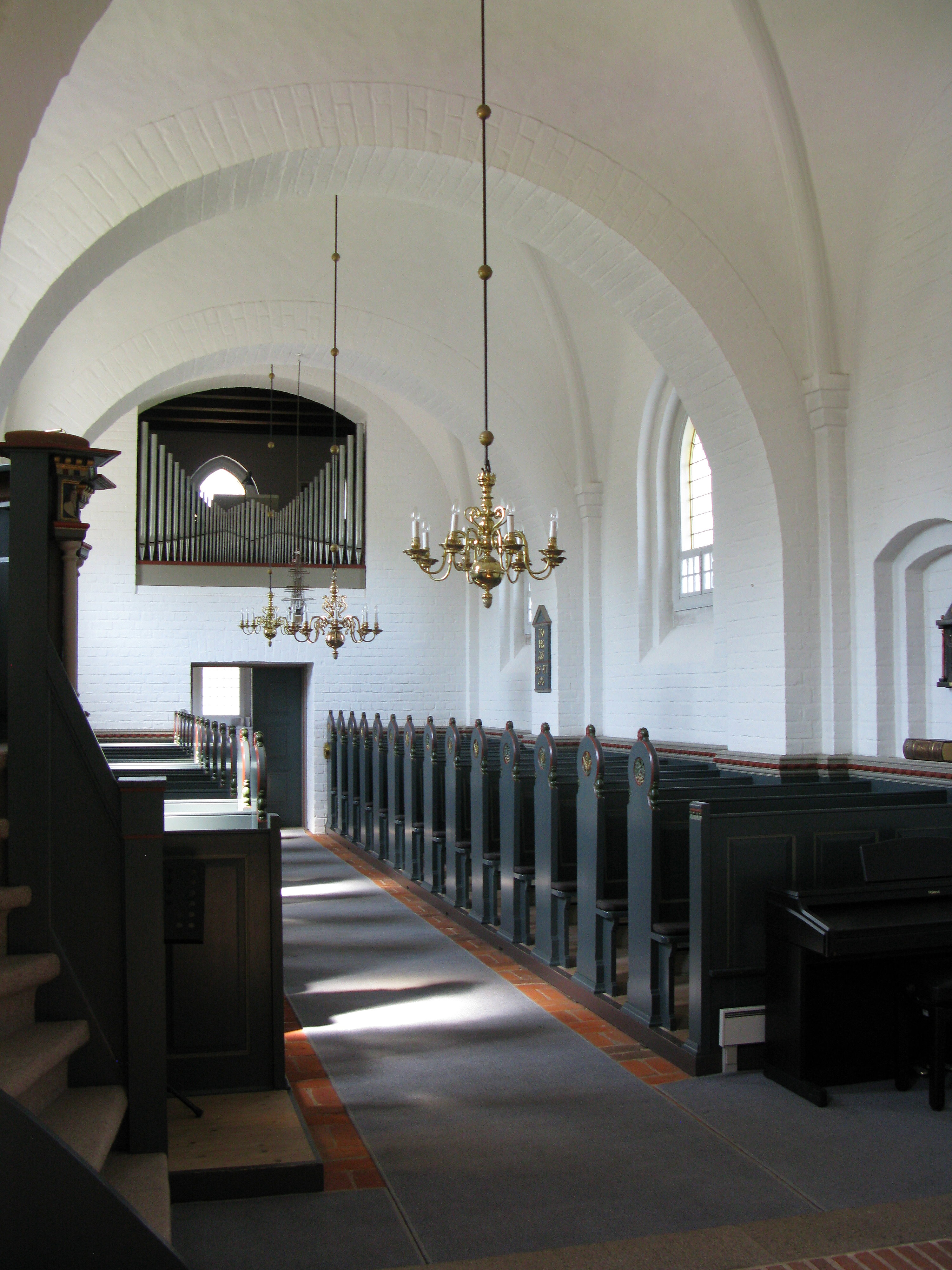
Kyrkorum mot väster
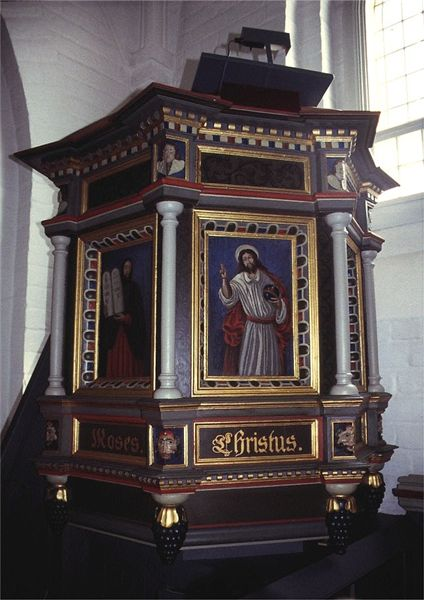
Predikstol
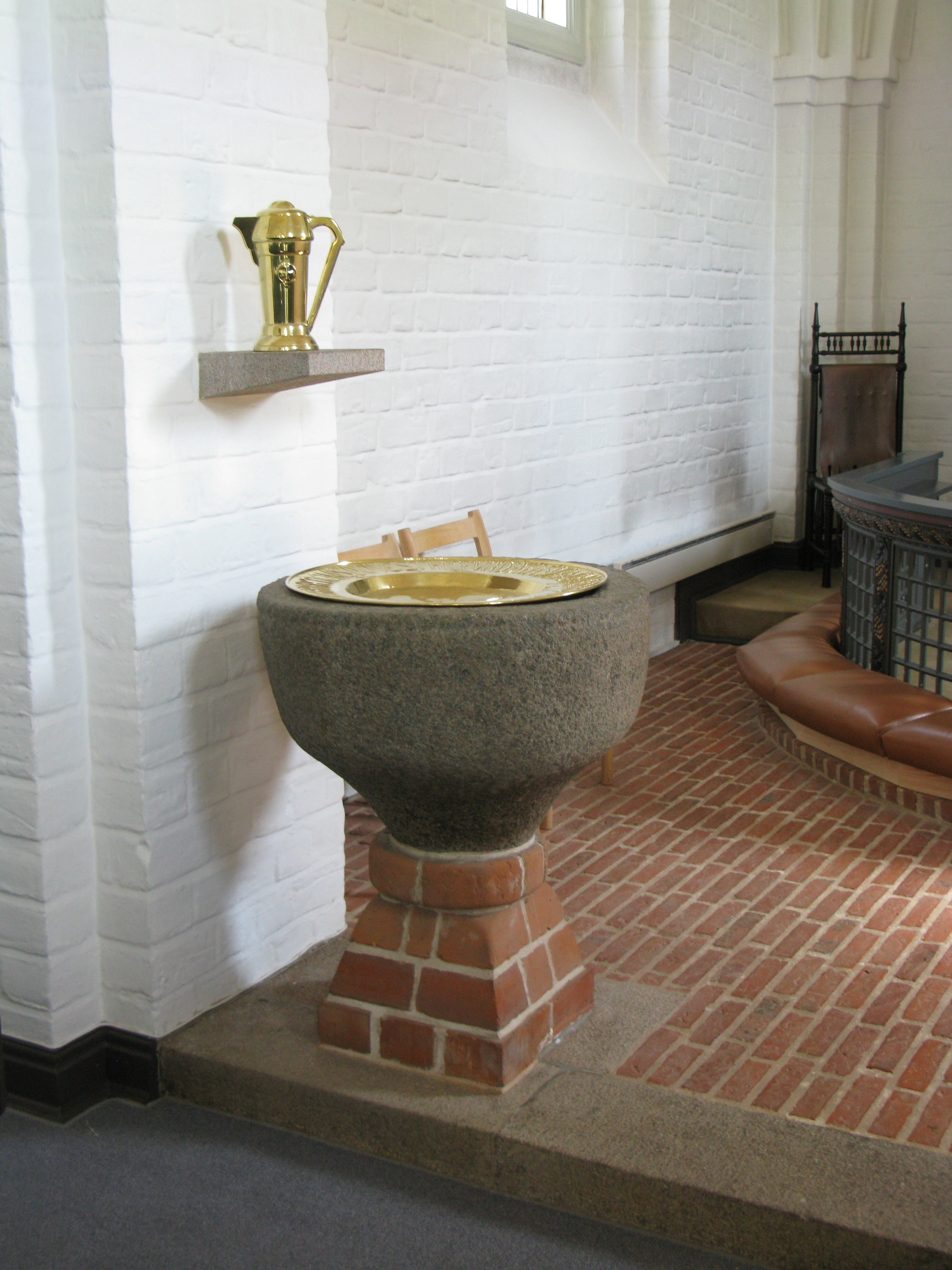
Dopfunt
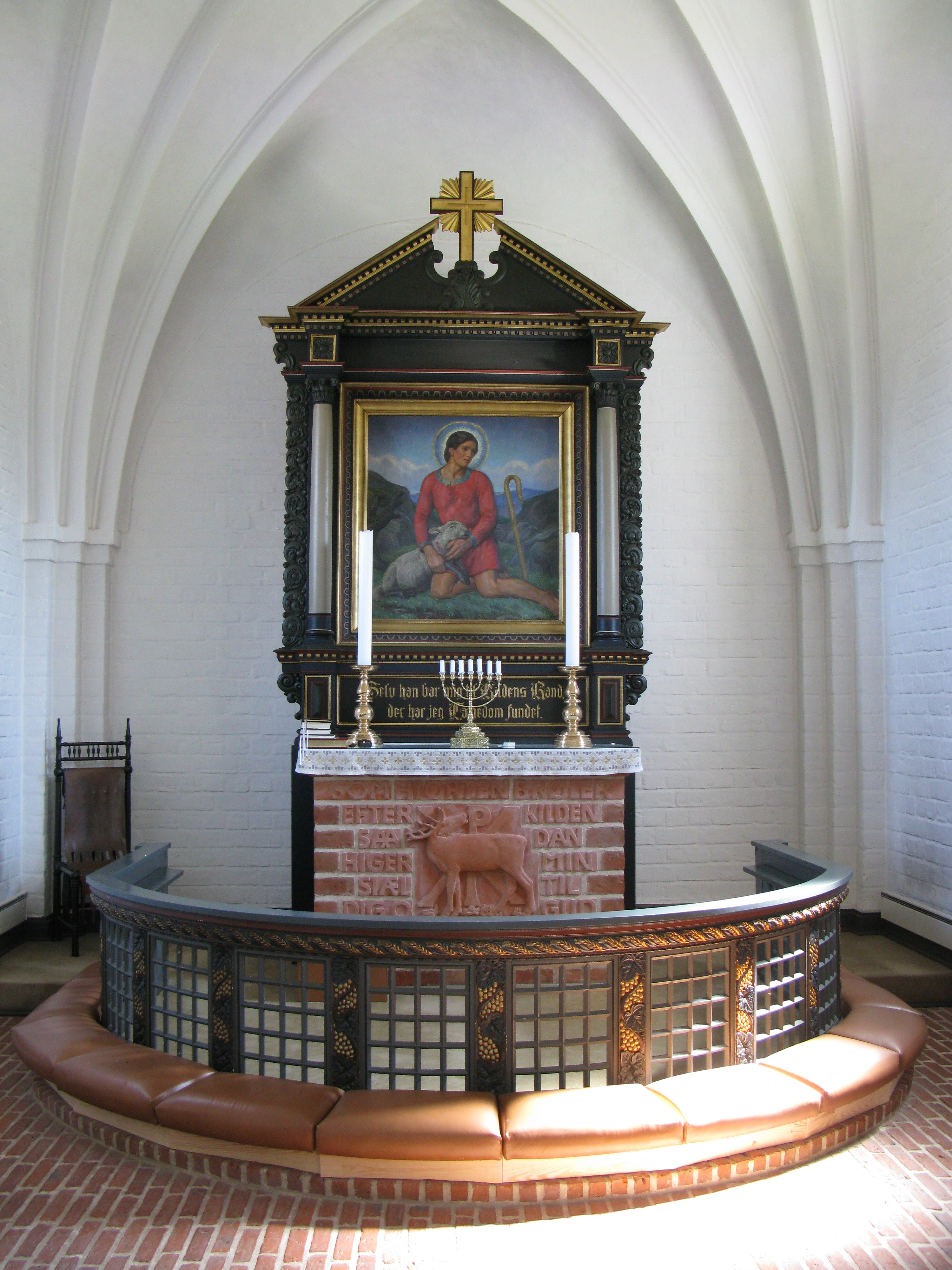
Altare med altartavla
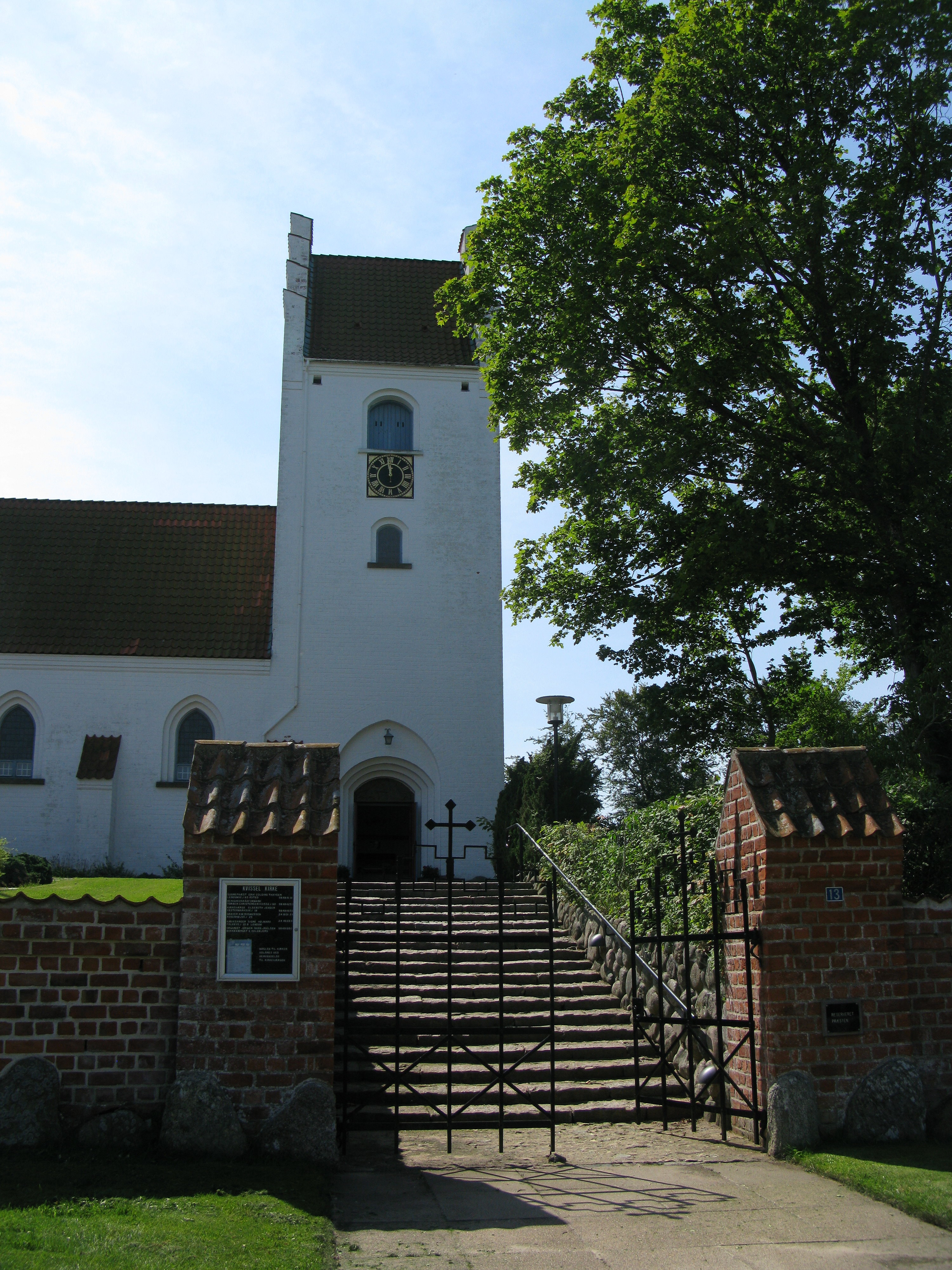
Ingången vid kyrkans norra sida.